# Tjatjevitjy
Tjatjevitjy (vitryska: Чачэвічы) är en by i Belarus.   Den ligger i voblasten Mahiljoŭs voblast, i den centrala delen av landet, 160 km öster om huvudstaden Minsk. Tjatjevitjy ligger 146 meter över havet och antalet invånare är 296. Den ligger vid sjön Tjyhіrynskaje Vadaschovіsjtja.

## Natur
Terrängen runt Tjatjevitjy är platt. Trakten är glest befolkad. Det finns inga andra samhällen i närheten.